# Gregória de Habsburgo
Gregória Maximiliana de Habsburgo (Graz, 22 de março de 1581 — 20 de setembro de 1597) foi arquiduquesa de Áustria. Era a oitava criança e quarta filha do arquiduque Carlos II de Áustria e de Maria Ana de Baviera. Seus avôs paternos eram o imperador Fernando I e Ana de Boêmia e Hungria, e seus avôs maternos o duque Alberto V da Baviera e a arquiduquesa Ana de Áustria (irmã mais velha de seu pai).
Não teve descendência. Pouco se sabe sobre sua vida, pois morreu muito jovem.